# Easy Tiger (instrumental)
Easy Tiger este o piesă a formației britanice Depeche Mode. Piesa a apărut pe albumul Exciter, în 2001.